# 164P/Крістенсена
Комета Крістенсена 2 (164P/Christensen) — короткоперіодична комета із сімейства Юпітера, яка була виявлена 21 грудня 2004 року американським астрономом Еріком Крістенсеном у вигляді дифузного об'єкта 16,5m зоряної величини і отримала тимчасове позначення 2004 Y. Комета має досить короткий період обертання навколо Сонця — трохи більше 6,9 року.

Орбіта комети Крістенсена 2 та її положення у Сонячній системі
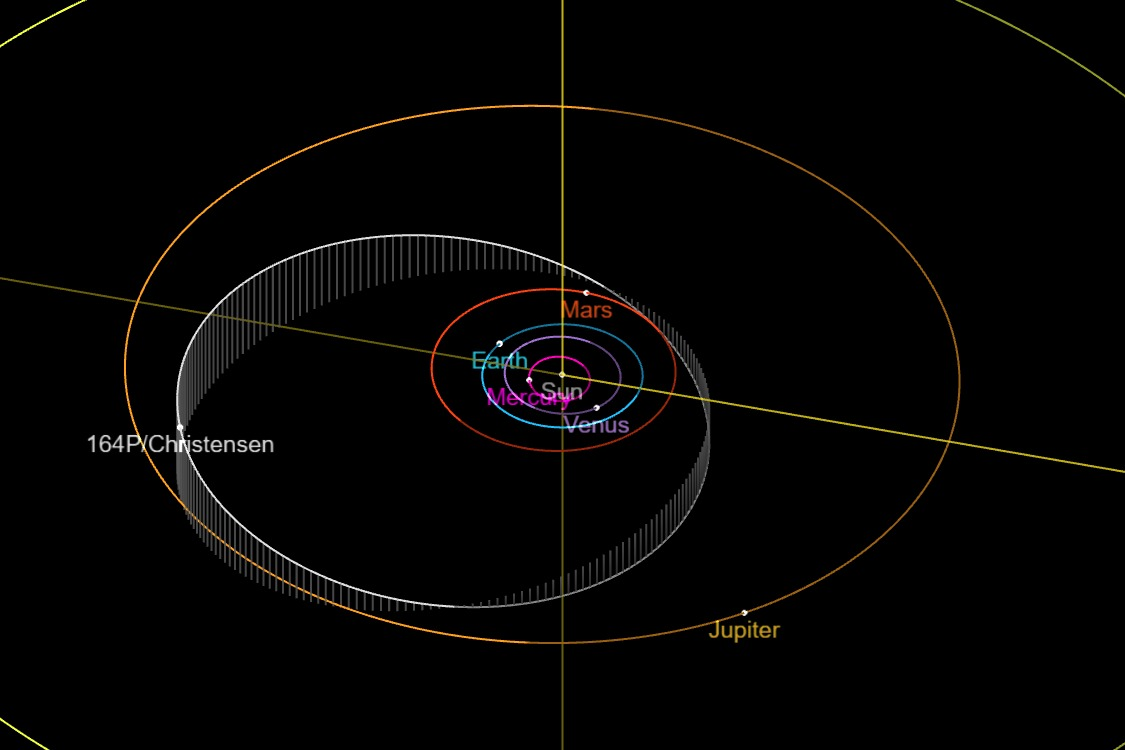

13 жовтня 2011 року відбулося з'єднання комети 164P/Крістенсена (17,2m ) з довгоперіодичною кометою C/2010 X1 (Єленіна) (10,7m ), під час якого їх поділяло всього 0,43° кутових градусів.

## Зближення із планетами
Протягом XX століття комета лише одного разу підходила до Землі ближче ніж на 1 а. о.
- 0,89 а. о. від Землі 2 серпня 1995 року.